# Liberty Heights
Liberty Heights (no Brasil: Ruas de Liberdade) é um filme de drama dos Estados Unidos de 1999, realizado por Barry Levinson.

## Resumo
Em 1954, o jovem judeu Ben Kurtzman (Ben Foster), está intrigado com Sylvia (Rebekah Johnson), que é a primeira afro-americana a estudar na sua escola.
Ele sente-se atraído por ela e aos poucos desenvolve uma relação de amizade proibida, devido ao preconceito existente entre negros e judeus por parte das suas famílias. Paralelamente Van (Adrien Brody), o irmão mais velho de Ben, apaixona-se por Dubbie (Carolyn Murphy), uma rapariga que conheceu numa festa e que deseja reencontrar.
Enquanto isso Nate (Joe Mantegna), pai de Van e Ben, enfrenta dificuldades com seu negócio ilegal de apostas quando precisa pagar uma alta quantia a Little Melvin, vencedor de um dos jogos que é também um pequeno traficante de drogas na cidade onde moram.

## Elenco
- Adrien Brody (Van Kurtzman)
- Ben Foster (Ben Kurtzman)
- Orlando Jones (Little Melvin)
- Bebe Neuwirth (Ada Kurtzman)
- Joe Mantegna (Nate Kurtzman)
- Rebekah Johnson (Sylvia)
- David Krumholtz (Yussel)
- Richard Kline (Charlie)
- Vincent Guastaferro (Pete)
- Justin Chambers (Trey)
- Carolyn Murphy (Dubbie)
- James Pickens Jr. (Pai de Sylvia)
- Frania Rubinek (Rose)
- Anthony Anderson (Scribbles)
- Shane West (Ted)